# Louis Pichon
Pour les articles homonymes, voir Pichon.
Louis Gabriel Pichon, né le 11 juin 1849 à Brest (Finistère) et mort le 12 août 1916 à Toullouarn en Tréflez (Finistère), est un homme politique français.

## Biographie
Sorti de Polytechnique en 1870, il intègre le corps des ingénieurs des Ponts et Chaussées, et devient ingénieur en chef en 1887. Maire de Treflez, il est élu député lors d'une élection partielle en 1897, mais il est battu au renouvellement de 1898. Il est élu sénateur en 1900 et le reste jusqu'à son décès. Il siège au centre gauche, inscrit au groupe de la Gauche républicaine et s'intéresse surtout aux questions maritimes.
Pendant l'été 1902, il participe à la défense de l'école congrégationniste des Sœurs du Saint-Esprit à Ploudaniel, protestant contre l'expulsion des Sœurs, mais jouant toutefois un rôle de modérateur entre les protestataires et les agents de la force publique.

## Sources
- « Louis Pichon », dans le Dictionnaire des parlementaires français (1889-1940), sous la direction de Jean Jolly, PUF, 1960 [détail de l’édition]